# 12 de março
12 de março é o 71.º dia do ano no calendário gregoriano (72.º em anos bissextos). Faltam 294 dias para acabar o ano.

## Eventos históricos

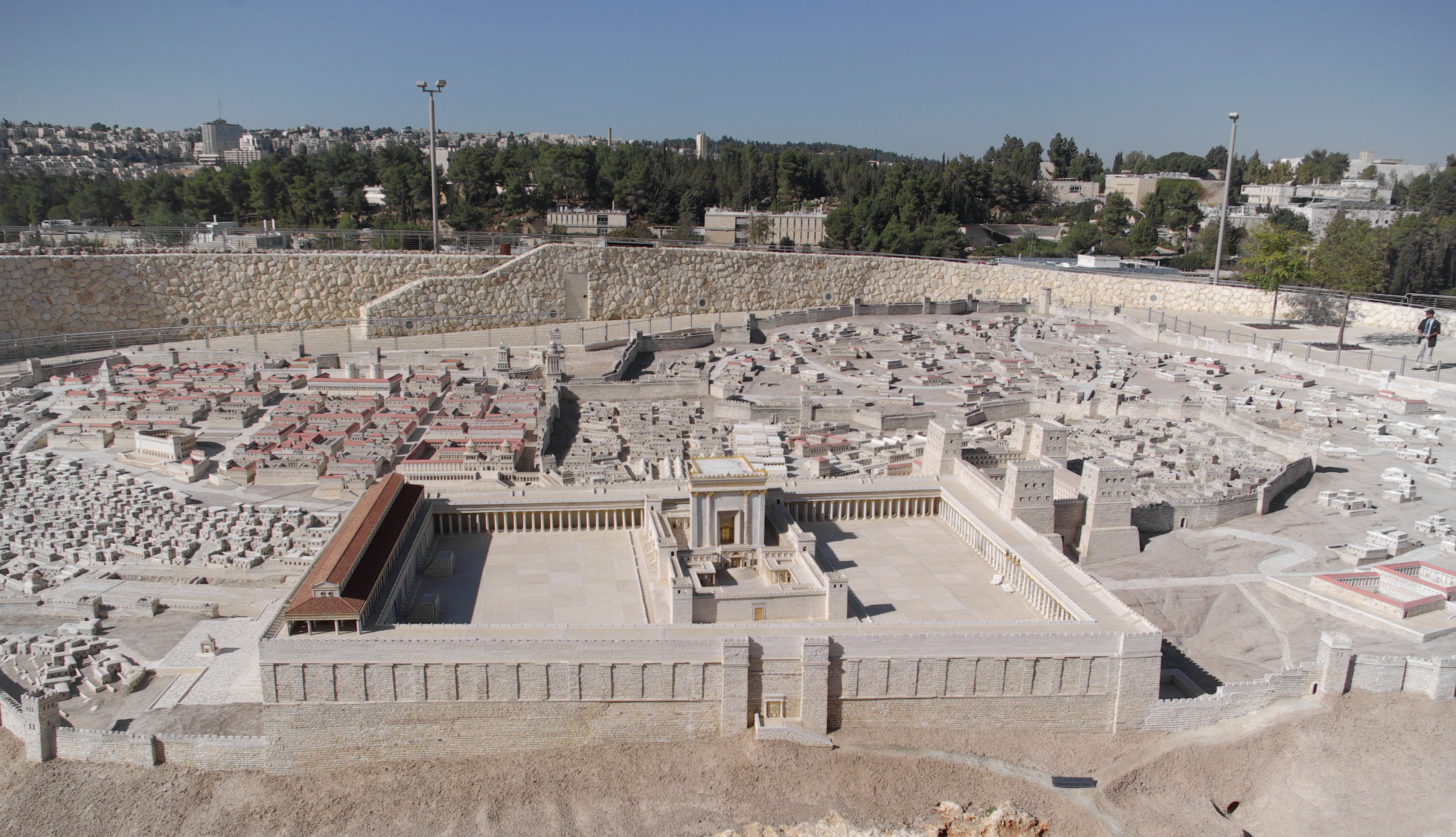
515 a.C.: Modelo do Segundo Templo de Jerusalém

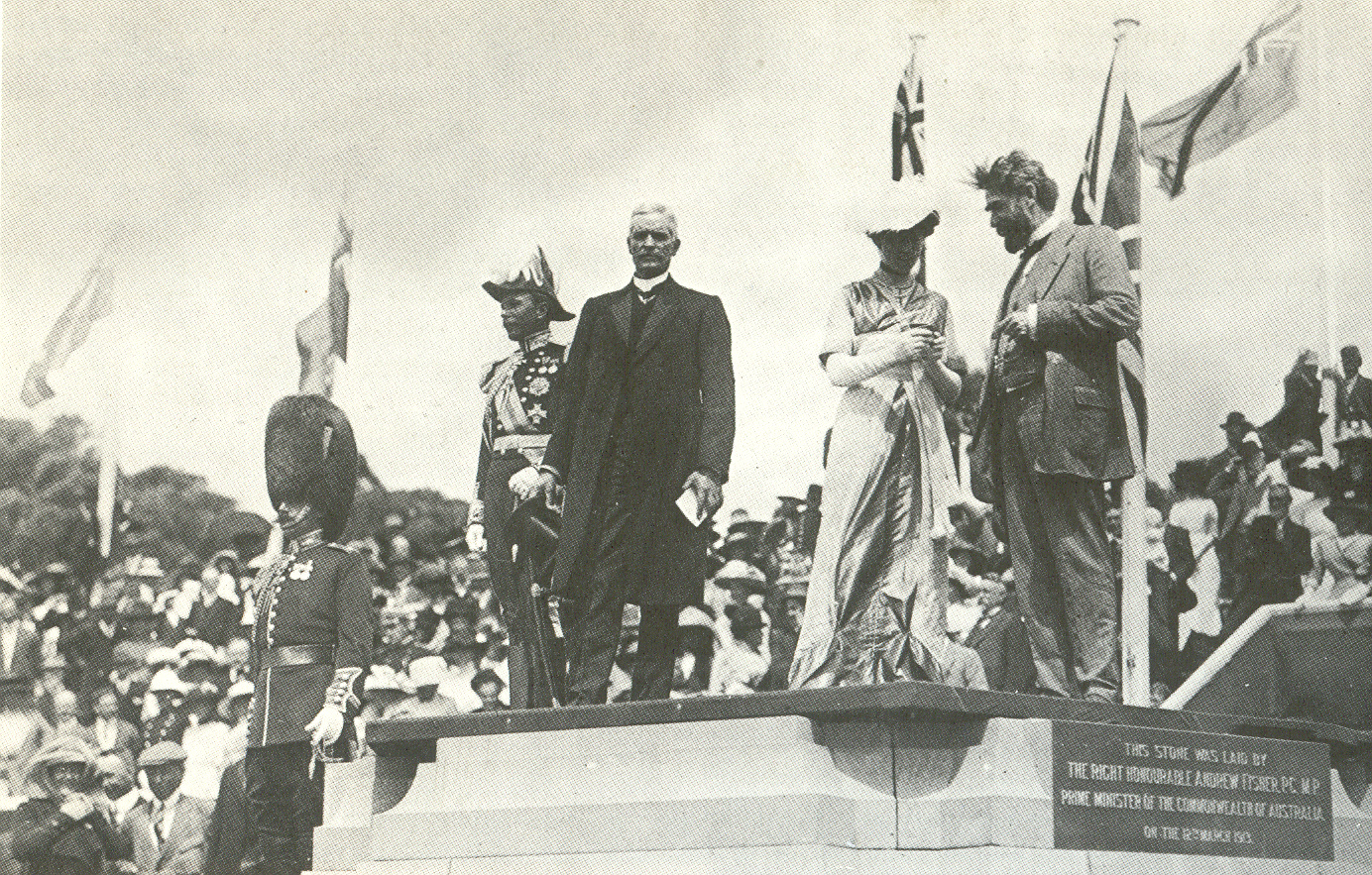
1913: Criação oficial de Camberra como futura capital da Austrália

1930: Mahatma Gandhi na Marcha do sal

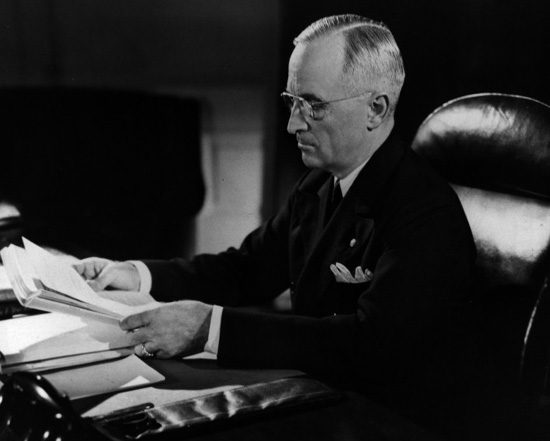
1947: Harry Truman anuncia ao mundo a Doutrina Truman

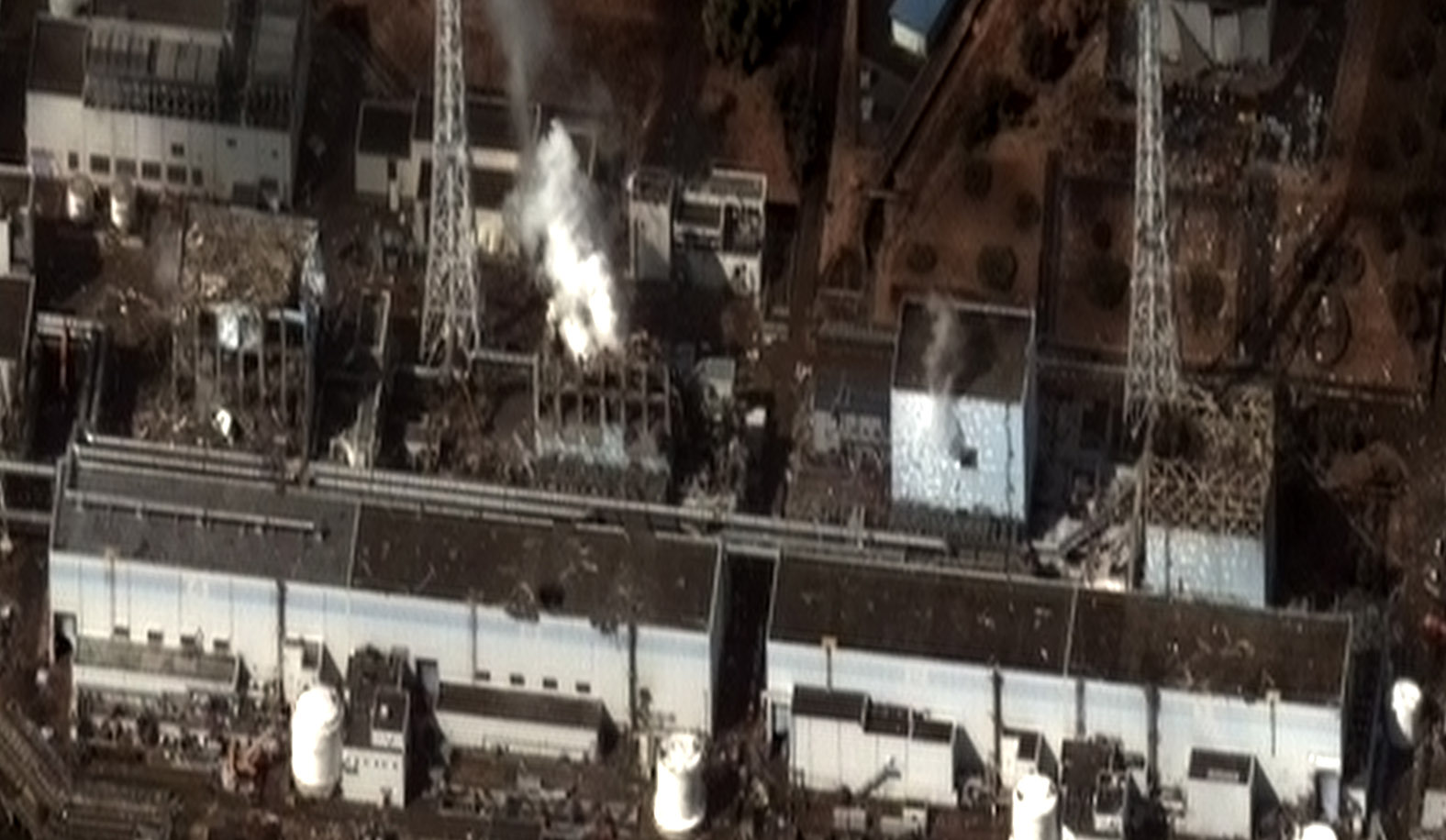
2011: Acidente nuclear de Fukushima I

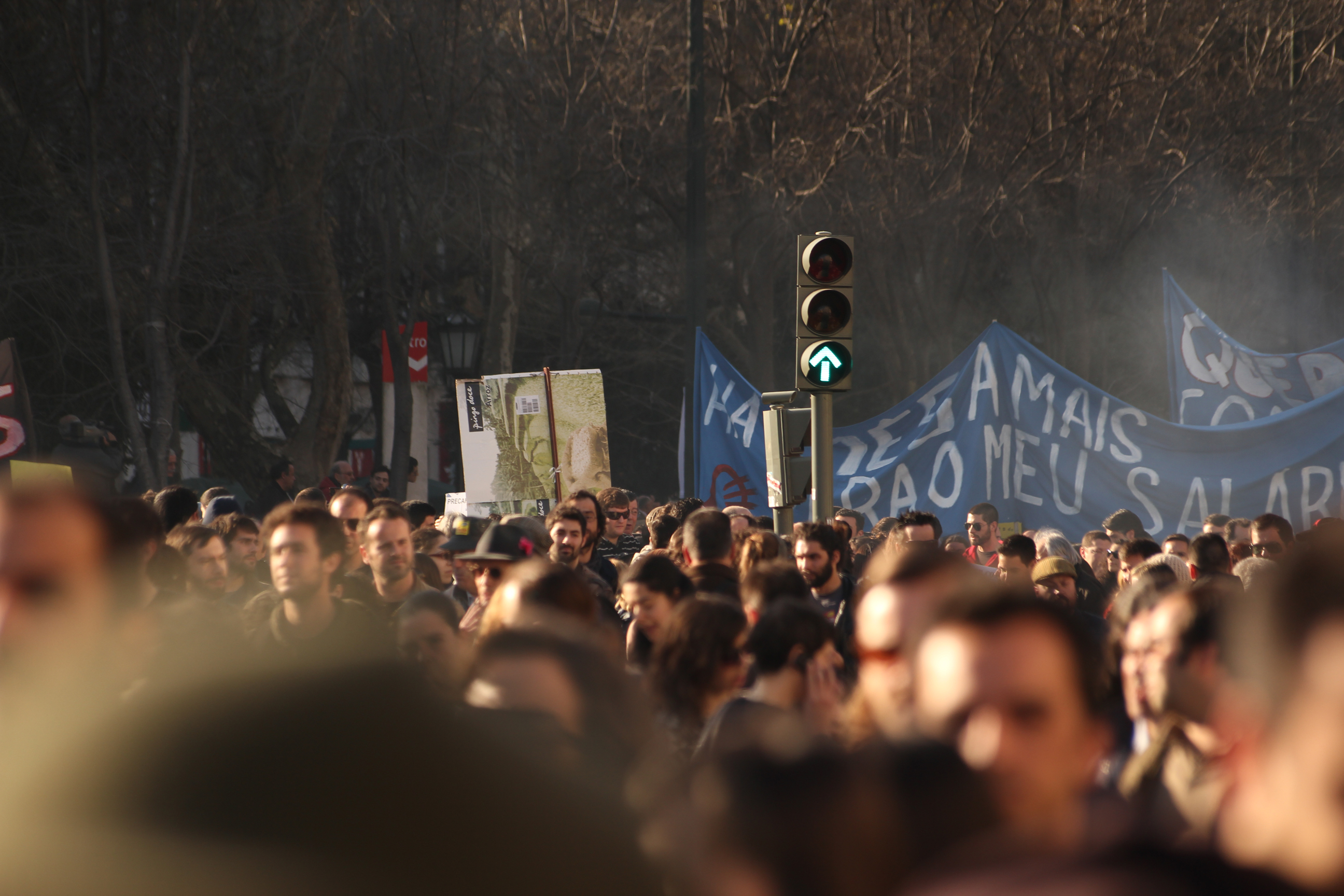
2011: Protesto da "Geração à Rasca"

- 515 a.C. — É completada a construção do Segundo Templo de Jerusalém;
- 0538 — Vitige, rei dos ostrogodos encerra o seu cerco a Roma e retira-se para Ravena, deixando a cidade nas mãos do vitorioso general romano-oriental (bizantino), Belisário.
- 1088 — Eleição de Urbano II como 159º Papa da Igreja Católica. É mais conhecido por iniciar as Cruzadas.
- 1186 — O udaijin (ministro da Direita) Fujiwara no Kanezane torna-se sesshō (regente) por decreto do imperador Go-Toba do Japão e com o apoio do general Minamoto no Yoritomo.
- 1514 — Deu entrada em Roma uma embaixada de obediência ao Papa Leão X enviada pelo rei Manuel I de Portugal, que querendo impressionar o papa e demonstrar seu poder aos demais monarcas europeus da época presenteou o papa com presentes exóticos vindos das colónias portuguesas ao redor do mundo: onças vindas da América do Sul, elefantes e rinocerontes vindos das colónias africanas, etc.
- 1535 — Fundação da Vila de Olinda, que mais tarde veio a ser a cidade de Olinda, em Pernambuco.
- 1537 — Duarte Coelho, administrador da Capitania de Pernambuco, pertencente ao Estado do Brasil, possessão colonial de Portugal, funda a vila de Recife, que veio a ser a cidade de Recife.
- 1550 — Centenas de espanhóis e tropas indígenas sob o comando de Pedro de Valdivia derrotam um exército de 60 000 mapuches na Batalha de Penco durante a Guerra de Arauco, no atual Chile.
- 1572 — É publicado Os Lusíadas obra de poesia épica do escritor português Luís Vaz de Camões, considerada a obra mais importante da literatura de língua portuguesa e é frequentemente comparada à Eneida de Virgílio.
- 1579 — Início do Cerco de Maastricht, parte da Guerra dos Oitenta Anos.[1]
- 1622 — Inácio de Loyola e Francisco Xavier, fundadores da Companhia de Jesus, são canonizados como santos pela Igreja Católica.
- 1811 — Guerra Peninsular: um dia depois de uma ação retardadora bem sucedida, o marechal francês Michel Ney mais uma vez impede com êxito que a força anglo-portuguesa avance.
- 1868 — Basutolândia, hoje chamada de Lesoto é anexada pelo Reino Unido.
- 1894 — Em Vicksburg, Estados Unidos, o refrigerante Coca-Cola é vendido em garrafas pela primeira vez.
- 1912 — É formado, em Nanquim, o governo provisório da República da China com Sun Yat-sen como presidente.
- 1913 — Camberra, futura capital da Austrália, é oficialmente criada e tem início a construção da nova cidade (Melbourne permanece temporariamente como capital até 1927).
- 1918 — Moscou torna-se novamente a capital da Rússia depois de São Petersburgo ter tido essa função por 215 anos.
- 1920 — Kapp-Putsch  (golpe de estado de Kapp) começa quando a Marinebrigade Ehrhardt (Brigada da Marinha Ehrhardt) é obrigada a marchar sobre Berlim.
- 1921 — İstiklâl Marşı é adotado na Grande Assembleia Nacional da Turquia.
- 1922 — Armênia, Geórgia e Azerbaijão formam a República Socialista Federativa Soviética Transcaucasiana.
- 1930 — Mahatma Gandhi lidera uma marcha popular em direção ao mar de pouco mais de 320 quilômetros conhecida como a Marcha do Sal desobedecendo as autoridades britânicas, em protesto ao monopólio britânico do sal.
- 1935 — É criada no Brasil a Aliança Nacional Libertadora, ou ANL, ampla frente de esquerda com o objetivo de combater o fascismo e o imperialismo e fazer oposição ao governo de Getúlio Vargas.
- 1938 — Anschluss: as tropas alemãs ocupam a Áustria; a anexação seria declarada no dia seguinte.
- 1940 — Guerra de Inverno: a Finlândia assina o Tratado de Paz de Moscou com a União Soviética.
- 1943 — Ocupação italiana da Grécia: as forças de ocupação italianas abandonam a cidade de Carditsa aos partidários. No mesmo dia, uma coluna motorizada italiana arrasa a aldeia de Tsaritsani, queimando 360 de suas 600 casas e atirando em 40 civis.
- 1945 — Anne Frank, menina alemã de religião judaica, morre de tifo no campo de extermínio nazista de Bergen-Belsen, sua adolescência e seu trágico destino ficaram mundialmente conhecidos graças a um diário pessoal encontrado no final da Segunda Guerra Mundial.
- 1947 — A Doutrina Truman é anunciada para buscar conter a expansão do comunismo junto aos chamados "elos frágeis" do sistema capitalista.
- 1950 — O desastre aéreo de Llandow ocorre perto de Sigingstone, País de Gales matando 80 pessoas. Foi o pior acidente da história na época com uma aeronave civil.
- 1967 — Suharto assume o lugar de Sukarno e se torna o Presidente Interino da Indonésia.
- 1968 — Maurício torna-se independente do Reino Unido.
- 1981 — Programa Soyuz: lançamento de Baikonur da nave espacial soviética Soyuz para a missão Soyuz T-4.
- 1985 — O Tratado Gutiérrez-Terán estabelece os limites de direito marítimo quanto ao conceito de mar patrimonial ou zona econômica exclusiva entre Costa Rica e Equador.
- 1989 — Tim Berners-Lee submete sua proposta a CERN para um sistema de gerenciamento de informações, que posteriormente se transforma na rede mundial de computadores.
- 1992 — Maurício torna-se uma república, permanecendo membro da Comunidade das Nações.
- 1993 — Programa nuclear norte-coreano: a Coreia do Norte declara que pretende retirar-se do Tratado de Não Proliferação de Armas Nucleares e se recusa a permitir que os inspetores tenham acesso a suas instalações nucleares.
- 1994 — A Igreja Anglicana ordena sua primeira sacerdote feminina.
- 1999 — Três países do antigo Pacto de Varsóvia, a República Checa, Hungria e Polónia aderem a NATO, ou OTAN.
- 2003
  - Zoran Đinđić, primeiro-ministro da Sérvia, é assassinado em Belgrado.
  - Organização Mundial da Saúde divulga oficialmente o alerta global sobre a doença pandêmica da Síndrome respiratória aguda grave.
- 2004
  - Roh Moo-hyun, Presidente da Coreia do Sul tem seu mandato cassado pela Assembleia Nacional de seu país, fato ocorrido pela primeira vez na história dessa nação.
  - Fotografias tiradas pela sonda Cassini-Huygens mostram um conjunto de espessamentos no exterior do anel "F" de Saturno.
- 2005
  - Tung Chee-Hwa, o primeiro Chefe do Executivo da Região Administrativa Especial de Hong Kong, deixa seu posto após sua renúncia ser aprovada pelo governo central chinês.
  - Toma posse em Portugal o XVII Governo Constitucional, um governo de maioria absoluta do Partido Socialista chefiado pelo primeiro-ministro José Sócrates.
- 2009 — O financista Bernie Madoff se declara culpado de uma das maiores fraudes da história da Wall Street.
- 2011
  - Manifestação da Geração à Rasca em várias cidades portuguesas, pelo direito ao emprego, à educação, pela melhoria das condições de trabalho, o fim da precariedade e pelo reconhecimento das qualificações, competência e experiência.
  - Um reator da Central Nuclear de Fukushima I derrete, explode e libera radioatividade na atmosfera um dia após o sismo do Nordeste do Japão.
- 2013 — Inicia-se o conclave para a eleição do sucessor de Bento XVI, em decorrência da renúncia do então Sumo Pontífice em 28 de fevereiro de 2013.
- 2018 — Queda do Voo US-Bangla Airlines 211 em Catmandu, Nepal, causa a morte de 49 pessoas.

## Nascimentos

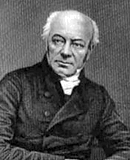
William Buckland

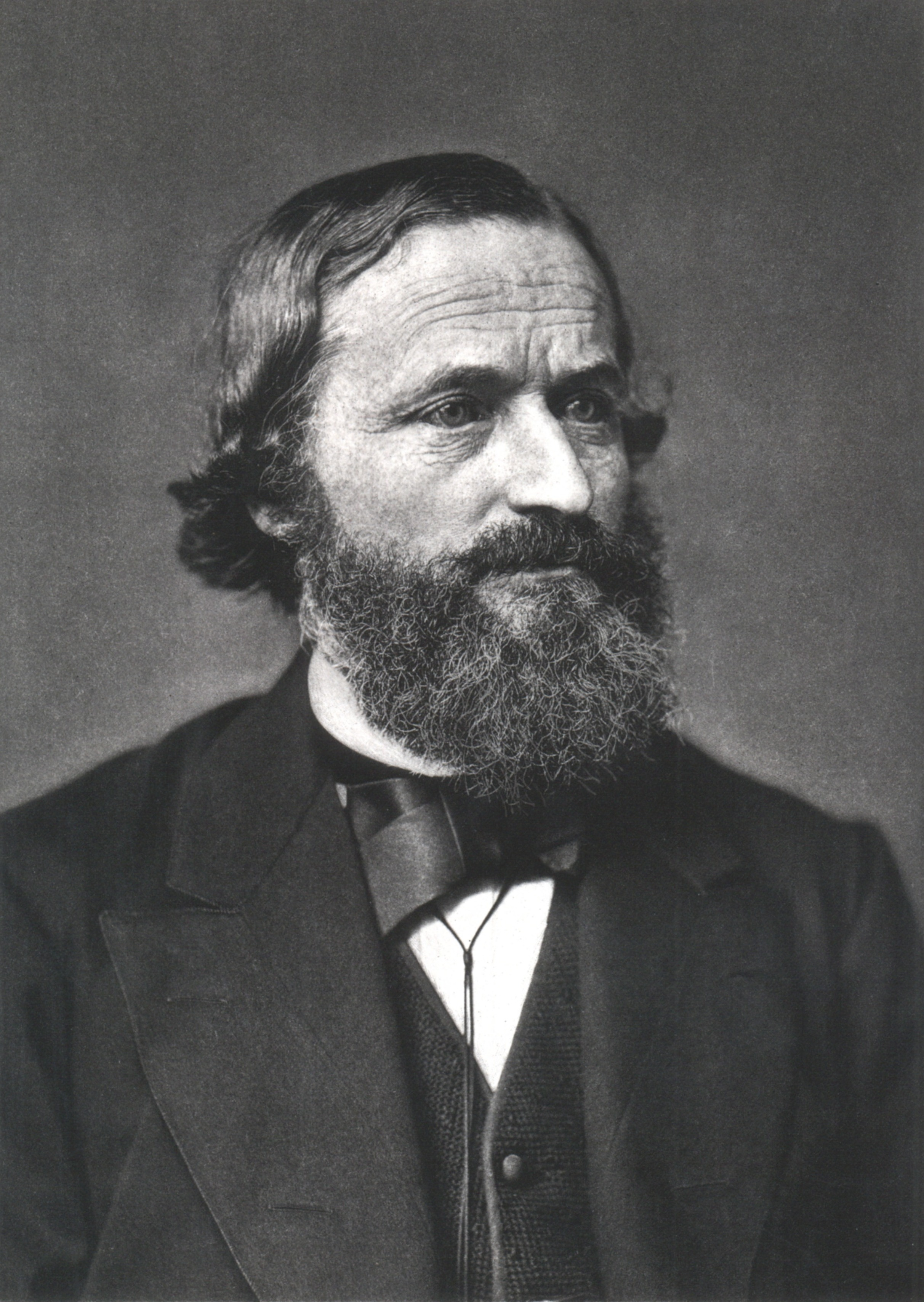
Gustav Kirchhoff

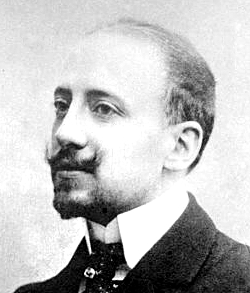
Gabriele d'Annunzio

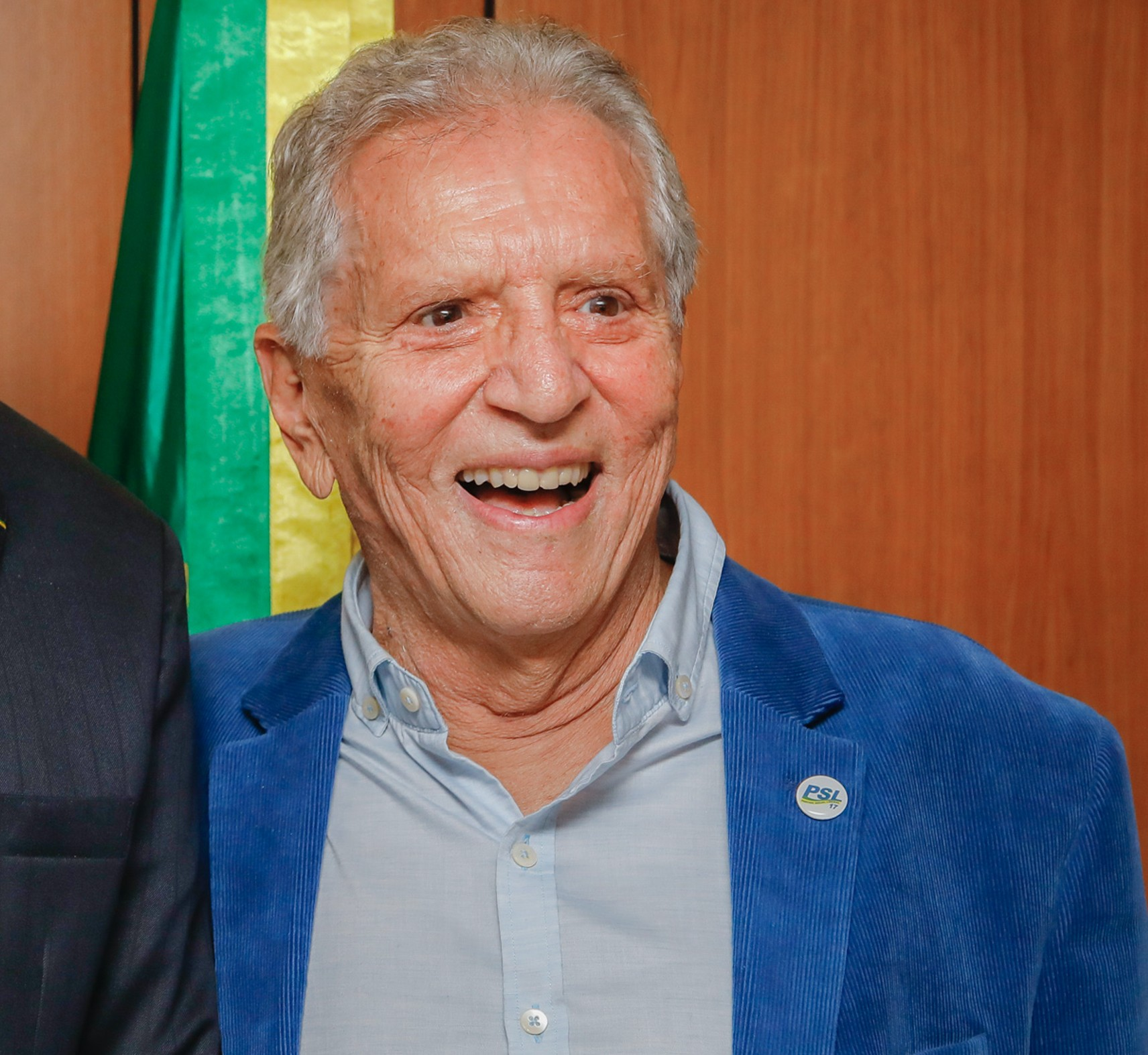
Carlos Alberto de Nóbrega

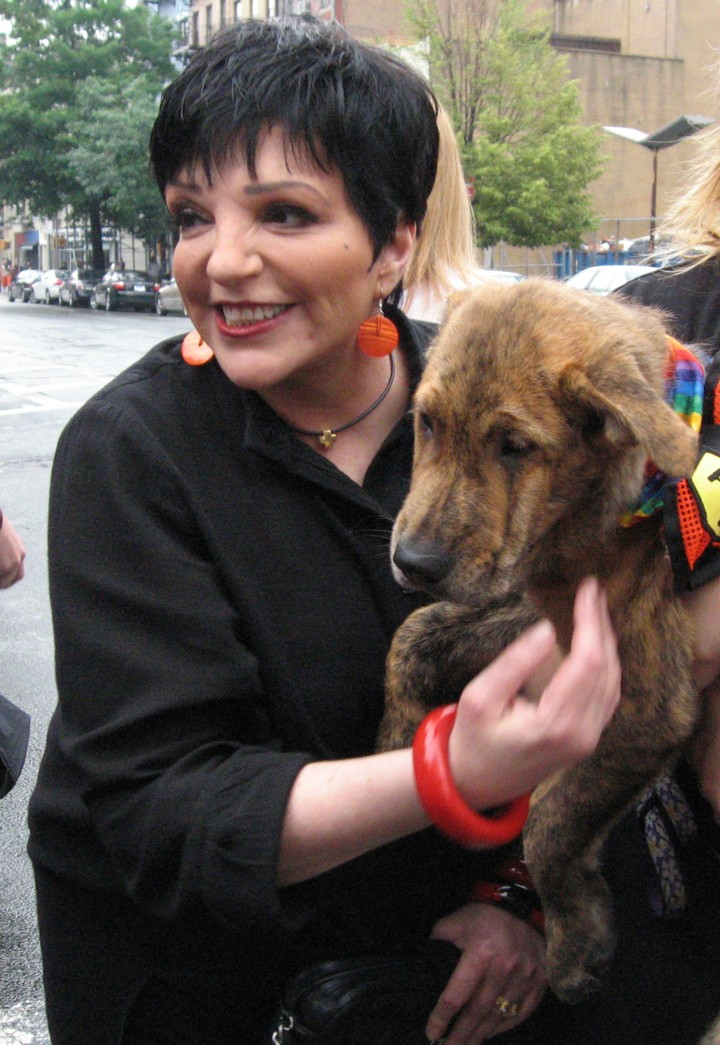
Liza Minnelli

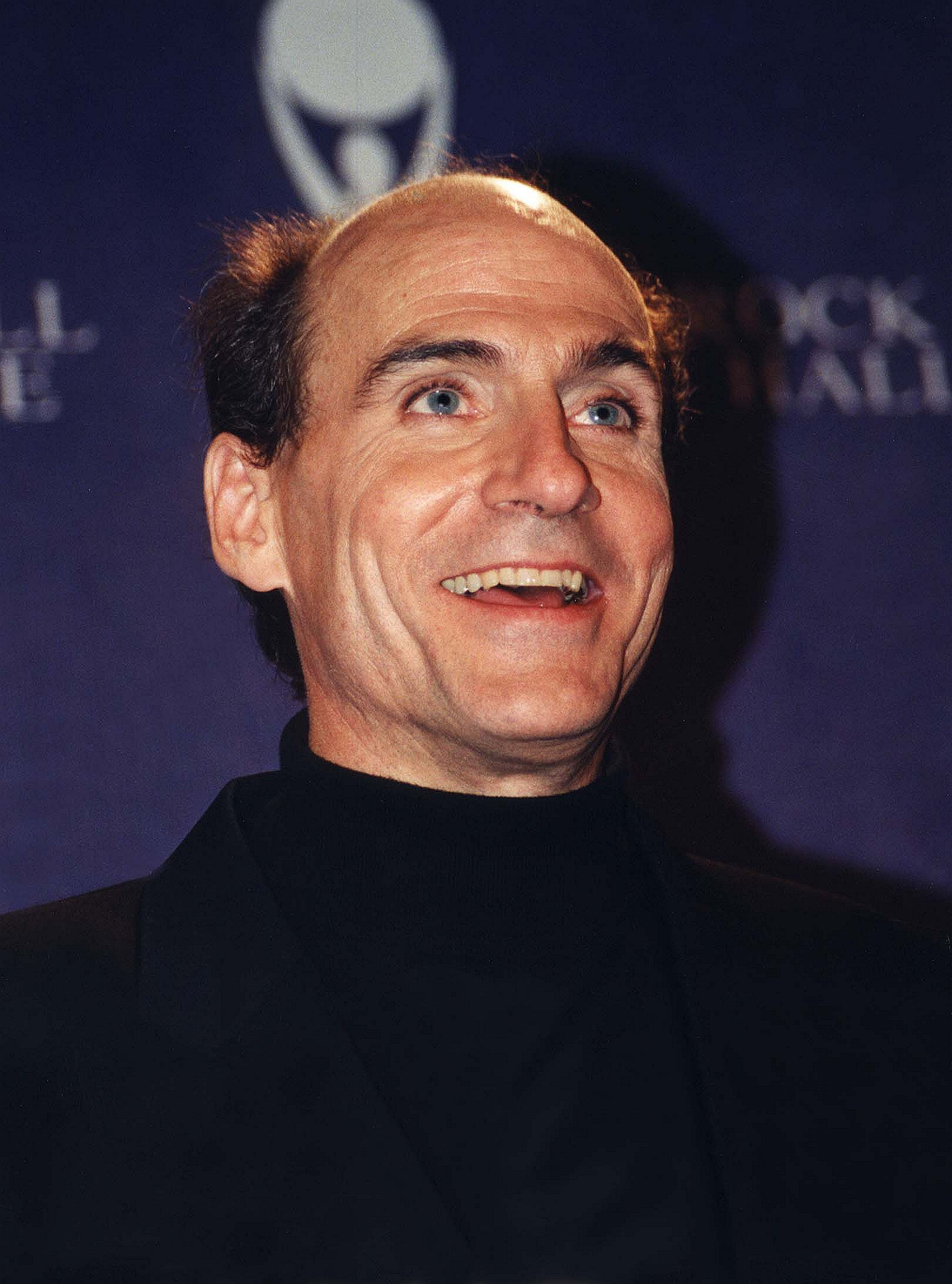
James Taylor

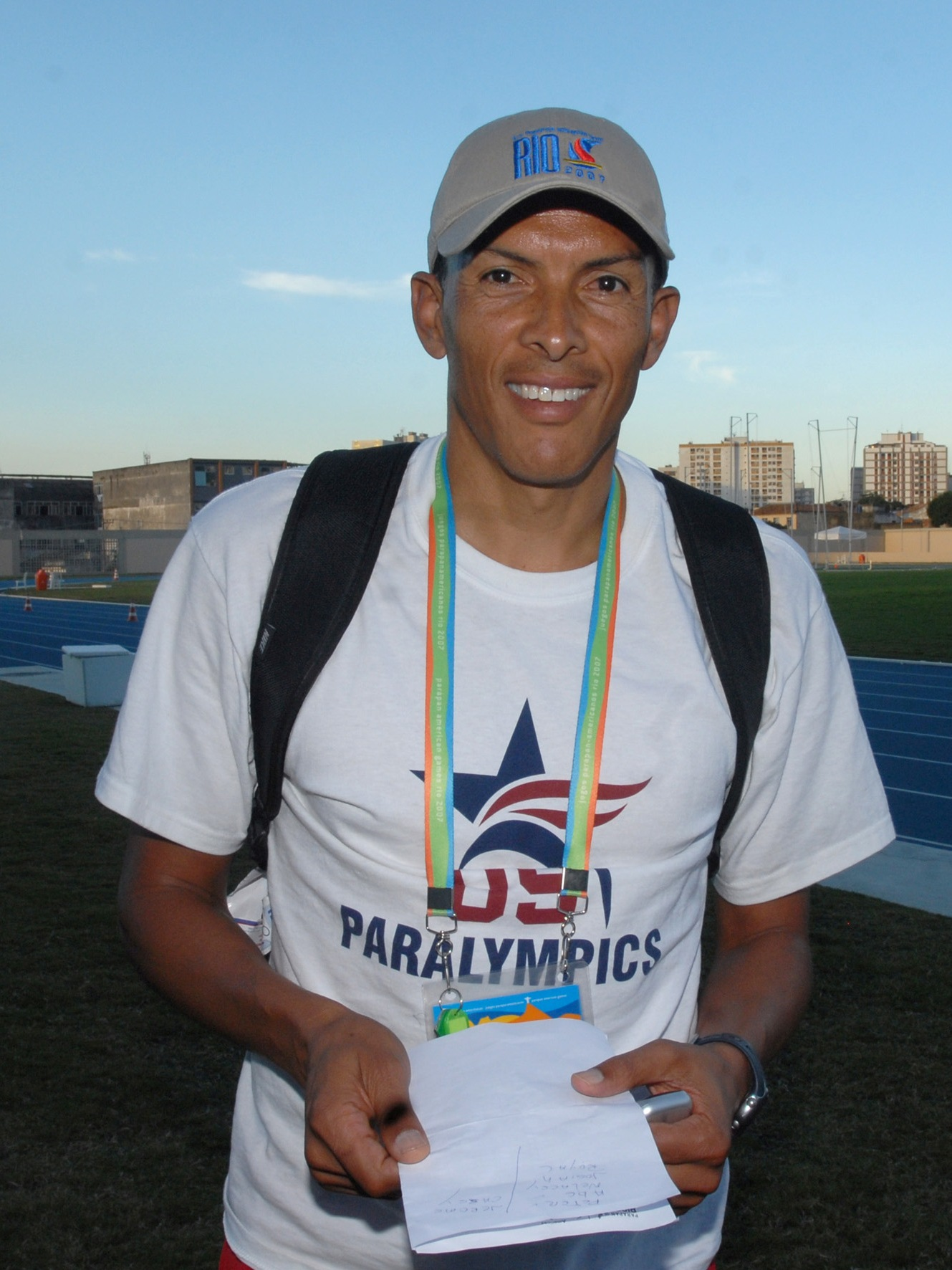
Joaquim Cruz

### Anteriores ao século XIX
- 0256 — Sebastião de Narbona, santo e mártir (m. 288).
- 1096 — Canuto Lavardo, príncipe dinamarquês (m. 1131).
- 1270 — Carlos de Valois, nobre francês (m. 1325).
- 1479 — Juliano II de Médici (m. 1516).
- 1501 — Pier Andrea Mattioli, médica e botânico italiano (m. 1578).
- 1515 — Caspar Othmayr, pastor e compositor luterano alemão (m. 1553)
- 1573 — Inês Edviges de Anhalt, princesa-eleitora da Saxônia (m. 1616).
- 1607 — Paul Gerhardt, poeta e compositor alemão (m. 1676).
- 1613 — André Le Nôtre, paisagista e arquiteto francês (m. 1700).
- 1626 — John Aubrey, historiador e filósofo inglês (m. 1697).
- 1637 — Ana Hyde, Duquesa de York e Albany (m. 1671).
- 1672 — Richard Steele, político e jornalista irlandês-britânico (m. 1729).
- 1675 — Jean-François Boyer, religioso francês (m. 1755).
- 1683 — John Theophilus Desaguliers, filósofo britânico (m. 1744).
- 1685 — George Berkeley, bispo e teólogo irlandês (m. 1753).
- 1710 — Thomas Arne, compositor e músico britânico (m. 1778).
- 1732 — Joseph Gärtner, médico e botânico alemão (m. 1791).
- 1735 — François-Emmanuel Guignard de Saint-Priest, político e diplomata francês (m. 1821).
- 1781 — Frederica de Baden, rainha consorte da Suécia (m. 1826).
- 1784
  - George Loddiges, botânico e horticultor britânico (m. 1846).
  - William Buckland, geólogo e paleontólogo britânico; Deão de Westminster (m. 1856).
- 1788 — Pierre Jean David, escultor francês (m. 1856).
- 1789 — Friedrich Sellow, botânico e naturalista alemão (m. 1831).
- 1790 — John Frederic Daniell, químico e físico britânico (m. 1845).
- 1795 — George T. Wood, oficial militar e político americano (m. 1858).

### Século XIX
- 1806 — Jane Pierce, primeira-dama estadunidense (m. 1863).
- 1812 — Joseph Prestwich, geólogo e empresário britânico (m. 1896).
- 1815 — Jules Trochu, líder militar e político francês (m. 1896).
- 1818
  - William Nichol Cresswell, pintor britânico (m. 1888).
  - John Lorimer Worden, almirante estado-unidense (m. 1897).
- 1821
  - John Abbott, advogado e político canadense (m. 1893).
  - Leopoldo, Príncipe Regente da Baviera (m. 1912).
- 1823 — Katsu Kaishu, estadista japonês (m. 1899).
- 1824
  - Gustav Kirchhoff, físico e acadêmico russo-alemão (m. 1887).
  - Francisca de Assis Viana Moniz Bandeira, nobre brasileira (m. 1897).
- 1830 — José Augusto Mendes, político português (m. 1878).
- 1832
  - Charles Boycott, fazendeiro e agente britânico (m. 1897).
  - Charles Friedel, químico e mineralogista francês (m. 1899).
- 1835 — Simon Newcomb, astrônomo e matemático canadense-americano (m. 1909).
- 1838 — William Perkin, químico e acadêmico britânico (m. 1907).
- 1841 — Franz Benque, fotógrafo alemão (m. 1921).
- 1843 — Gabriel de Tarde, sociólogo e criminologista francês (m. 1904).
- 1844 — Abraham Gilbert Mills, dirigente esportivo norte-americano (m. 1929).
- 1853 — Germano Wendhausen, político brasileiro (m. 1930).
- 1854 — Henrique Rupp, político brasileiro (m. 1915).
- 1856 — Rosetta Jane Birks, filantropa e sufragista australiana (m. 1911).
- 1857 — Andreas Voss, botânico alemão (m. 1924).
- 1858 — Adolph Ochs, editor americano (m. 1935).
- 1859 — Ernesto Cesàro, matemático italiano (m. 1906).
- 1860 — Clodoaldo da Fonseca, militar e político brasileiro (m. 1936).
- 1863
  - Gabriele d'Annunzio, militar, jornalista, poeta e dramaturgo italiano (m. 1938).
  - Vladimir Vernadsky, mineralogista e químico russo-ucraniano (m. 1945).
- 1864
  - William Halse Rivers Rivers, antropólogo, neurologista, etnólogo e psiquiatra britânico (m. 1922).
  - Alice Tegnér, organista, compositora e educadora sueca (m. 1943).
- 1867 — Raul Brandão, militar, jornalista e escritor português (m. 1930).
- 1868 — Marcelino de Almeida Lima, jornalista, romancista e historiógrafo português (m. 1961).
- 1871 — Alice Schiavoni Bosio, sufragista italiana (m. 1931).
- 1875 — Paul Carton, médico francês (m. 1947).
- 1877 — Wilhelm Frick, advogado e político alemão (m. 1946).
- 1878 — Gemma Galgani, mística e santa italiana (m. 1903).
- 1880 — Henry Drysdale Dakin, químico e acadêmico anglo-americano (m. 1952).
- 1881
  - Gunnar Nordström, físico finlandês (m. 1923).
  - Väinö Tanner, político finlandês (m. 1966).
- 1882
  - Carlos Blanco Galindo, político boliviano (m. 1943).
  - Bastos Tigre, engenheiro, bibliotecário, escritor e poeta brasileiro (m. 1957).
- 1886 — Geoffrey Hodson, escritor, teósofo, filósofo e ocultista britânico (m. 1983).
- 1888
  - Walter Hermann Bucher, geólogo e paleontólogo teuto-americano (m. 1965).
  - Hans Knappertsbusch, maestro alemão (m. 1965).
- 1889 — Costa Rego, jornalista e político brasileiro (m. 1954).
- 1890
  - Evert Axel Taube, cantor, compositor e tocador de alaúde sueco (m. 1976).
  - Idris I da Líbia, monarca líbio (m. 1983).
  - Vaslav Nijinski, bailarino e coreógrafo russo (m. 1950).
- 1896 — Jesse Fuller, cantor, compositor e músico americano (m. 1976).
- 1898
  - Tian Han, dramaturgo chinês (m. 1968).
  - Peregrino Júnior, médico e escritor brasileiro (m. 1983).
  - Ribeiro Couto, diplomata e escritor brasileiro (m. 1963).
- 1899 — Ramón Muttis, futebolista argentino (m. 1955).
- 1900 — Gustavo Rojas Pinilla, militar e político colombiano (m. 1975).

### Século XX

#### 1901–1950
- 1901
  - José Henrique Tarço, futebolista brasileiro (m. 1978).
  - Ugo Pinheiro Guimarães, médico brasileiro (m. 1992).
- 1904 — Lyudmila Keldysh, matemática russa (m. 1976).
- 1905 — Takashi Shimura, ator japonês m. 1982).
- 1907 — Dorrit Hoffleit, astrônoma e acadêmica americana (m. 2007).
- 1908 — David Saul Marshall, advogado e político singapurense (m. 1995).
- 1909
  - José Antônio da Silva, pintor brasileiro (m. 1996).
  - Kurt Prober, numismata brasileiro (m. 2008).
- 1910
  - Masayoshi Ohira, político japonês (m. 1980).
  - László Lékai, arcebispo húngaro (m. 1986).
- 1911
  - Gustavo Díaz Ordaz, acadêmico e político mexicano (m. 1979).
  - Joshua Meador, diretor de animação estado-unidense (m. 1965).
- 1912 — Antal Szalay, futebolista e treinador de futebol húngaro (m. 1960).
- 1913 — Agathe von Trapp, cantora e escritora húngaro-americana (m. 2010).
- 1915 — Red Byron, automobilista estado-unidense (m. 1960).
- 1916 — Franklin de Oliveira, jornalista e crítico literário brasileiro (m. 2000).
- 1917
  - Millard Kaufman, roteirista e romancista estado-unidense (m. 2009).
  - Leonard Chess, executivo de gravadora americano (m. 1998).
  - Googie Withers, atriz indo-australiana (m. 2011).
  - Otakar Nožíř, futebolista tcheco (m. 2006).
- 1918 — Elaine de Kooning, pintora e acadêmica estado-unidense (m. 1989).
- 1919 — Geraldo José de Almeida, radialista e narrador esportivo brasileiro (m. 1976).
- 1920 — Caco Velho, cantor, compositor e músico brasileiro (m. 1971).
- 1921
  - Edgar Rodrigues, historiador e militante anarquista português (m. 2009).
  - Gianni Agnelli, empresário italiano (m. 2003).
  - Joe Fagan, treinador de futebol britânico (m. 2001).
  - Gordon MacRae, ator, apresentador e cantor estado-unidense (m. 1986).
- 1922 — Jack Kerouac, escritor e poeta estado-unidense (m. 1969).
- 1923
  - Hjalmar Andersen, patinador de velocidade e ciclista norueguês (m. 2013).
  - Walter Schirra, capitão, aviador e astronauta estado-unidense (m. 2007).
  - Mae Young, wrestler estado-unidense (m. 2014).
- 1924 — Valerio Bacigalupo, futebolista italiano (m. 1949).
- 1925
  - Leo Esaki, físico e acadêmico japonês, ganhador do Prêmio Nobel.
  - Louison Bobet, ciclista francês (m. 1983).
  - Georges Delerue, compositor francês (m. 1992).
- 1926 — George Ariyoshi, advogado e político americano.
- 1927
  - Raúl Alfonsín, advogado e político argentino (m. 2009).
  - Emmett Leith, engenheiro e professor estadunidense (m. 2005).
- 1928 — Edward Albee, diretor e dramaturgo estado-unidense (m. 2016).
- 1929 — Nelson da Rabeca, instrumentista e compositor brasileiro (m. 2022).
- 1932
  - Andrew Young, pastor e político americano.
  - Pierre Joliot, bioquímico francês.
- 1933
  - Barbara Feldon, atriz americana.
  - Niède Guidon, arqueóloga, pesquisadora e professora brasileira (m. 2025).
- 1934 — Francisco José Ayala, biólogo evolucionário e filósofo hispano-americano (m. 2023).
- 1936
  - Michał Heller, professor de filosofia polonês.
  - Carlos Alberto de Nóbrega, humorista brasileiro.
- 1937 — Alarico Abib, político brasileiro (m. 2016).
- 1938 — Johnny Rutherford, ex-automobilista e comentarista esportivo estado-unidense.
- 1940
  - Al Jarreau, cantor estado-unidense (m. 2017).
  - Terezinha Elisa, atriz brasileira.
- 1941 — Josip Skoblar, ex-futebolista croata.
- 1942 — Jimmy Wynn, jogador de beisebol americano (m. 2020).
- 1943 — Ratko Mladić, general sérvio.
- 1944
  - Francisco César Polcino Milies, matemático uruguaio.
  - André Desvages, ciclista francês (m. 2018).
- 1945
  - Salvatore Gravano, gângster estado-unidense.
  - Roberto Bonfim, ator brasileiro.
  - Demócrito Rocha Dummar, jornalista brasileiro (m. 2008).
- 1946
  - Liza Minnelli, atriz, cantora e dançarina estado-unidense.
  - João Luís Lafetá, crítico literário brasileiro (m. 1996).
  - Frank Welker, dublador e cantor estado-unidense.
- 1947
  - David Riguert, ex-levantador de peso olímpico soviético.
  - Mitt Romney, empresário e político americano.
  - Dante Mircoli, futebolista ítalo-argentino (m. 2024).
- 1948
  - Kent Conrad, político americano.
  - James Taylor, cantor, compositor e violonista estado-unidense.
  - Antônio Imbassahy, político brasileiro.
- 1949
  - Natalia Kuchinskaya, ex-ginasta russa.
  - Rob Cohen, diretor, produtor e roteirista estado-unidense.
  - Yuri Balashov, enxadrista russo.
- 1950
  - Javier Clemente, ex-futebolista e treinador de futebol espanhol.
  - Ramón da Silva Ramos, ex-futebolista brasileiro.

#### 1951–2000
- 1951 — Rhonda Byrne, escritora e produtora australiana.
- 1952
  - André Comte-Sponville, filósofo francês.
  - Alberto Jorge, músico português.
  - Yasuhiko Okudera, ex-futebolista, treinador de futebol e dirigente esportivo japonês.
- 1953
  - Ryan Paris, cantor e músico italiano.
  - Néjib Ghommidh, ex-futebolista tunisiano.
- 1954
  - Anish Kapoor, escultor indo-britânico.
  - Luiz Eduardo Soares, antropólogo e cientista político brasileiro.
- 1955
  - Gaspard Musabyimana, escritor ruandês.
  - Wang Yang, político chinês.
- 1956
  - Rubens Menin, empresário brasileiro.
  - Stanisław Bobak, saltador de esqui polonês (m. 2010).
  - Lesley Manville, atriz britânica.
  - Dale Murphy, ex-jogador, treinador de beisebol e comentarista esportivo americano.
  - Nádia Lippi, atriz brasileira.
  - Steve Harris, baixista e compositor britânico.
  - László Kiss, ex-futebolista e treinador de futebol húngaro.
  - Pim Verbeek, treinador de futebol neerlandês (m. 2019).
- 1957
  - Marcio Lomiranda, compositor, arranjador e produtor musical brasileiro.
  - Olavo Calheiros, político brasileiro.
  - Marlon Jackson, cantor e dançarino norte-americano.
  - Patrick Battiston, ex-futebolista e treinador de futebol francês.
- 1958
  - Phil Anderson, ciclista anglo-australiano.
  - Baciro Dabó, político guineense (m. 2009).
  - Dileita Mohamed Dileita, político djibutiense.
- 1959
  - Milorad Dodik, político sérvio-bósnio.
  - Luenell, comediante e atriz estado-unidense.
  - Michael Walter, luger alemão (m. 2016).
- 1960
  - Javier Velásquez, político peruano.
  - Courtney B. Vance, ator e pintor estado-unidense.
  - Minoru Niihara, cantor japonês.
- 1961 — Francisco Senra Coelho, religioso português.
- 1962
  - Andreas Köpke, ex-futebolista alemão.
  - Julia Campbell, atriz estado-unidense.
  - Chris Sanders, ilustrador e dublador americano.
  - Darryl Strawberry, ex-jogador de beisebol e pastor americano.
  - Titus Welliver, ator estado-unidense.
- 1963
  - Joaquim Cruz, ex-atleta e treinador de atletismo brasileiro.
  - Candy Costie, ex-nadadora americana.
  - John Andretti, automobilista estado-unidense (m. 2020).
  - Ian Holloway, ex-futebolista e treinador de futebol britânico.
  - Patricia Robertson, médica e astronauta norte-americana (m. 2001).
  - Greg Ion, ex-futebolista canadense.
- 1964
  - Dieter Eckstein, ex-futebolista alemão.
  - Naomi Morinaga, atriz japonesa.
- 1965 — Steve Finley, ex-jogador de beisebol americano.
- 1966
  - Ivanildo Duarte Pereira, ex-futebolista brasileiro.
  - Deborah Evelyn, atriz brasileira.
  - Suleiman Kerimov, empresário e dirigente esportivo russo.
  - Luis Milla, ex-futebolista e treinador de futebol espanhol.
- 1967
  - Julio César Dely Valdés, ex-futebolista e treinador de futebol panamenho.
  - Jorge Dely Valdés, ex-futebolista e treinador de futebol panamenho.
- 1968
  - Tammy Duckworth, coronel, aviadora e política tailandês-americana.
  - Aaron Eckhart, ator e produtor estado-unidense.
- 1969
  - Graham Coxon, cantor, compositor e guitarrista britânico.
  - Beatrix Kökény, ex-handebolista húngara.
  - Jake Tapper, jornalista e escritor americano.
- 1970
  - André Biancarelli, ex-futebolista francês.
  - Dave Eggers, escritor e roteirista americano.
  - Mathias Grönberg, golfista sueco.
  - Rex Walters, ex-jogador e treinador de basquete americano.
  - Roy Khan, cantor norueguês.
- 1971
  - Isaiah Rider, ex-jogador de basquete e rapper americano.
  - Dragutin Topić, atleta sérvio.
  - Luis Galarreta, político peruano.
- 1972
  - James Maritato, wrestler estado-unidense.
  - Abdul Hamid Bassiouny, ex-futebolista e treinador de futebol egípcio.
- 1973 — Jones Mwewa, futebolista zambiano (m. 2011).
- 1974
  - Scarlet Ortiz, atriz venezuelana.
  - Charles Akonnor, ex-futebolista e treinador de futebol ganês.
  - Rodrigo Menezes, ator português (m. 2014).
- 1975
  - Edgaras Jankauskas, ex-futebolista e treinador de futebol lituano.
  - Marc Menard, ator canadense.
  - Vanessa de Oliveira, escritora brasileira.
  - Egidijus Juška, ex-futebolista lituano.
  - Sigmundur Davíð Gunnlaugsson, político islandês.
  - Yen Tan, diretor de cinema, roteirista e produtor malaio-estadunidense.
- 1976
  - Badauí, cantor e compositor brasileiro.
  - Aida Mohamed, esgrimista húngara.
  - Gerardo Vallejo, ex-futebolista colombiano.
  - Mariana González Oliva, ex-jogadora de hóquei sobre a grama argentina.
  - Zhao Wei, atriz, diretora de cinema, produtora e cantora pop chinesa.
- 1977
  - Amdy Faye, ex-futebolista senegalês.
  - Ramiro Corrales, ex-futebolista estado-unidense.
  - Antonio Mateu Lahoz, ex-árbitro de futebol espanhol.
- 1978
  - Arina Tanemura, escritora e ilustradora japonesa.
  - Marco Ferreira, ex-futebolista português.
  - Ricardo Katza, ex-futebolista sul-africano.
  - Casey Mears, automobilista estado-unidense.
- 1979
  - Pete Doherty, músico, compositor, ator, poeta e escritor britânico.
  - Tim Wieskötter, canoísta de velocidade alemão.
  - Janaína Lince, atriz brasileira.
  - Gerard López, ex-futebolista e treinador de futebol espanhol.
  - Edwin Villafuerte, ex-futebolista equatoriano.
  - Moyseis Marques, cantor e compositor brasileiro.
  - Jamie Dwyer, jogador e treinador de hóquei em campo australiano.
- 1980
  - Becky Holliday, atleta de salto com vara americana.
  - Jens Mouris, ciclista neerlandês.
  - Juliana Silveira, atriz brasileira.
  - Flávio Pinto de Souza, ex-futebolista brasileiro.
  - Arap Bethke, ator mexicano.
- 1981
  - Kenta Kobayashi, lutador e kick-boxer japonês.
  - Holly Williams, cantora, compositora e guitarrista americana.
  - Moses Sakyi, ex-futebolista ganense.
  - Anselmo Ralph, cantor, compositor e produtor musical angolano.
  - Katarina Srebotnik, ex-tenista eslovena.
- 1982
  - Lucas Pantelis, ex-futebolista australiano.
  - Tobias Schweinsteiger, ex-futebolista e treinador de futebol alemão.
  - Rômulo Mendonça, locutor esportivo brasileiro.
- 1984
  - Jaimie Alexander, atriz estado-unidense.
  - Luiz Bacci, jornalista e apresentador de televisão brasileiro.
- 1985
  - Bradley Wright-Phillips, ex-futebolista britânico.
  - Macarena Aguilar, handebolista espanhola.
  - Ed Clancy, ciclista de pista e estrada britânico.
- 1986
  - Danny Jones, cantor, compositor, guitarrista e ator britânico.
  - Oleh Dopilka,ex-futebolista ucraniano.
  - Martynas Andriuškevičius, ex-jogador de basquete lituano.
  - František Rajtoral, futebolista tcheco (m. 2017).
- 1987
  - Manuele Boaro, ciclista italiano.
  - Teimour Radjabov, enxadrista azeri.
  - Jessica Hardy, ex-nadadora estado-unidense.
  - Maxwell Holt, jogador de voleibol americano.
  - Chris Seitz, ex-futebolista americano.
- 1988
  - Titi, futebolista brasileiro.
  - Konstantinos Mitroglou, ex-futebolista grego.
  - Emiljano Vila, futebolista albanês.
  - Genséric Kusunga, ex-futebolista suíço-angolano.
  - Sebastian Brendel, canoísta alemão.
- 1989
  - Jordan Adéoti, futebolista francês.
  - Tyler Clary, ex-nadador americano.
  - Chen Jianghua, jogador de basquete chinês.
- 1990
  - Milena Knežević, handebolista montenegrina.
  - Mikko Sumusalo, futebolista finlandês.
  - Ilija Nestorovski, futebolista macedônio.
- 1991
  - Felix Kroos, ex-futebolista alemão.
  - Leandro Miguel Fernández, futebolista argentino.
  - Kahena Kunze, velejadora brasileira.
- 1992
  - Willian Arão, futebolista brasileiro.
  - Daniele Baselli, futebolista italiano.
  - Jiří Skalák, futebolista tcheco.
  - Jordan Ferri, futebolista francês.
- 1993 — Abdullahi Shehu, futebolista nigeriano.
- 1994
  - Katie Archibald, ciclista de pista britânica.
  - Carlos Ramírez, ciclista colombiano.
  - Jerami Grant, jogador de basquete americano.
  - Christina Grimmie, cantora e compositora estado-unidense (m. 2016).
- 1995 — Juan Cruz Kaprof, futebolista argentino.
- 1996
  - Serhou Guirassy, futebolista guineense.
  - Karim Hafez, futebolista egípcio.
  - Michael, futebolista brasileiro.
  - Philo Paz Armand, automobilista indonésio.
  - Tom Booth-Amos, motociclista britânico.
- 1997
  - Amjad Attwan, futebolista iraquiano.
  - Fiona Ferro, tenista francesa.
  - Allan Saint-Maximin, futebolista francês.
  - Gustavo Mioto, cantor brasileiro.
  - Felipe Vizeu, futebolista brasileiro.
  - Dean Henderson, futebolista britânico.
- 1998 — Matheus Costa, ator brasileiro.
- 1999
  - Sakura Oda, cantora japonesa.
  - Florian Vermeersch, ciclista belga.
  - José Cifuentes, futebolista equatoriano.
- 2000 — Scottie Lewis, jogador de basquete norte-americano.

### Século XXI
- 2002 — Lázaro Vinícius, futebolista brasileiro.
- 2003 — Malina Weissman, modelo e atriz estado-unidense.
- 2004 — Mycael, futebolista brasileiro.
- 2005 — Eya Guezguez, velejadora tunisina (m. 2022).
- 2006
  - Lee Re, atriz sul-coreana.
  - Archie Gray, futebolista britânico.

## Mortes

### Anteriores ao século XIX
- 0417 — Papa Inocêncio I (n. 350).
- 0604 — Papa Gregório I (n. 540).
- 0817 — Teófanes, o Confessor, aristocrata, cronista e monge asceta bizantino (n. 760).
- 1022 — Simão, o Novo Teólogo, santo ortodoxo (n. 949).
- 1229 — Branca de Navarra, condessa de Champanhe (n. 1177).
- 1316 — Estêvão Dragutino, rei da Sérvia (n. 1244).
- 1507 — César Bórgia, general e estadista italiano (n. 1475).
- 1539 — Tomás Bolena, diplomata e político inglês (n. 1477).
- 1637 — António Carreira Mourão, compositor português (n. ?).
- 1648 — Tirso de Molina, monge e poeta espanhol (n. 1571).
- 1661 — Mary Scott, 3.ª Condessa de Buccleuch (n. 1647).
- 1672 — Ludmila Isabel de Schwarzburg-Rudolstadt, escritora de hinos alemã (n. 1640)
- 1673 — Margarida Teresa de Habsburgo, infanta espanhola (n. 1651).

### Século XIX
- 1844 — Carl Bernhard von Trinius, botânico alemão (n. 1778).
- 1848 — Santos Michelena, político venezuelano (n. 1797).
- 1865 — Manuel Bernardo de Abreu Lopes, militar e político português (n. ?).
- 1867 — Joaquim Pinto Neto dos Reis, militar brasileiro (n. ?).
- 1868 — Christian Friedrich Heinrich Wimmer, botânico e micólogo alemão (n. 1803).
- 1870 — Charles Xavier Thomas, matemático e inventor francês (n. 1785).
- 1878 — Manuel de Freitas Sampaio, político brasileiro (n. 1806).
- 1898
  - Johann Jakob Balmer, físico e matemático suíço (n. 1825).
  - Zacharias Topelius, jornalista, historiador e escritor finlandês-sueco (n. 1818).

### Século XX
- 1906 — Joaquim Pedro Salgado, político brasileiro (n. 1835).
- 1913 — Francisco Pereira Passos, engenheiro e político brasileiro (n. 1836).
- 1914 — George Westinghouse, empresário e engenheiro estado-unidense (n. 1846).
- 1916 — Marie von Ebner-Eschenbach, escritora austríaca (n. 1830).
- 1925 — Sun Yat-sen, médico e político chinês (n. 1866).
- 1929 — Asa Griggs Candler, empresário e político americano (n. 1851).
- 1932 — Delminda Silveira, escritora brasileira (n. 1854).
- 1935 — Michael Pupin, físico e químico sérvio-americano (n. 1858).
- 1937
  - Charles-Marie Widor, organista e compositor francês (n. 1844).
  - Joaquim Ferreira Chaves, desembargador e político brasileiro (n. 1852).
- 1940 — Luís Orione, sacerdote católico italiano (n. 1872).
- 1942
  - William Henry Bragg, físico, químico e matemático britânico, ganhador do Prêmio Nobel (n. 1862).
  - Robert Bosch, industrial e inventor alemão (n. 1861).
- 1943 — Gustav Vigeland, escultor norueguês (n. 1869).
- 1946 — Ferenc Szálasi, militar e político húngaro (n. 1897).
- 1947 — Smith Wigglesworth, religioso britânico (n. 1859).
- 1948 — Antoine Lacroix, geólogo e mineralogista francês (n. 1863).
- 1951 — Alfred Hugenberg, empresário e político alemão (n. 1865).
- 1954 — Marianne Weber, socióloga e sufragista alemã (n. 1870).
- 1955 — Charlie Parker, saxofonista e compositor estado-unidense (n. 1920).
- 1957 — Josephine Hull, atriz americana (n. 1877).
- 1961 — Belinda Lee, atriz britânica (n. 1935).
- 1969 — Ademar Pereira de Barros, político brasileiro (n. 1901).
- 1973 — David Lack, ornitólogo e biólogo britânico (n. 1910).
- 1977 — Rutílio Grande, sacerdote salvadorenho (n. 1928.
- 1978
  - John Cazale, ator estado-unidense (n. 1935).
  - Theresa Weld, patinadora artística estadunidense (n. 1893).
- 1980 — Jay Anson, escritor estado-unidense (n. 1921).
- 1985 — Eugene Ormandy, maestro e violinista húngaro-americano (n. 1899).
- 1988
  - Margot Moe, patinadora artística norueguesa (n. 1899).
  - Stefano Vanzina, diretor de cinema italiano (n. 1915).
- 1989 — Maurice Evans, ator anglo-americano (n. 1901).
- 1991 — Ragnar Granit, neurocientista e acadêmico finlandês-sueco, ganhador do Prêmio Nobel (n. 1900).
- 1998 — Beatrice Wood, pintora e ceramista americana (n. 1893).
- 1999
  - Bidu Sayão, soprano brasileiro-americana (n. 1902).
  - Yehudi Menuhin, violinista e maestro americano-suíço (n. 1916).
- 2000 — Décio Meirelles de Miranda, magistrado brasileiro (n. 1916).

### Século XXI
- 2001 — Robert Ludlum, escritor estado-unidense (n. 1927).
- 2002
  - Jean-Paul Riopelle, pintor e escultor canadense (n. 1923).
  - Spyros Kyprianou, advogado e político cipriota (n. 1932).
- 2003
  - Zoran Đinđić, filósofo e político sérvio (n. 1952).
  - Howard Fast, romancista e roteirista norte-americano (n. 1914).
- 2007 — Antonio Ortiz Mena, político mexicano (n. 1907).
- 2008
  - Lazare Ponticelli, militar e supercentenário ítalo-francês (n. 1897).
  - Rubens Lara, político brasileiro (n. 1944).
  - Jair Pires, cantor e compositor brasileiro (n. 1937).
- 2009 — Blanca Varela, poetisa peruana (n. 1926).
- 2010
  - Miguel Delibes, jornalista e escritor espanhol (n. 1920).
  - Glauco Villas Boas, cartunista brasileiro (n. 1957).
- 2011 — Nilla Pizzi, cantora italiana (n. 1919).
- 2013 — Clive Burr, músico britânico (n. 1957).
- 2014
  - Věra Chytilová, atriz, diretora e roteirista tcheca (n. 1929).
  - José Policarpo, cardeal português (n. 1936).
- 2015
  - Michael Graves, arquiteto e acadêmico americano (n. 1934).
  - Ada Jafri, poetisa e escritora paquistanesa (n. 1924).
  - Terry Pratchett, jornalista, escritor e roteirista britânico (n. 1948).
  - Magda Guzmán, atriz mexicana (n. 1931).
- 2016
  - Lloyd Shapley, matemático e economista americano, ganhador do Prêmio Nobel (n. 1923).
  - Berto Filho, jornalista e apresentador brasileiro (n. 1940).
- 2019 — Eurico Miranda, político, jurista e dirigente esportivo brasileiro (n. 1944).
- 2021 — Ronald DeFeo Jr., criminoso americano (n. 1951).
- 2023 — Antônio Pedro, ator brasileiro (n. 1940).

## Feriados e eventos cíclicos
- Dia Mundial Contra a Censura Cibernética

### Internacional
- Grækarismessa (Missa de São Gregório) — Tórshavn - Ilhas Feroé
- Independência do Reino Unido - Maurícia
- Dia da Bandeira Nacional - Venezuela

### Portugal
- Monção: Atribuição do foral, feriado municipal

### Brasil
- Dia do Bibliotecário
- Aniversário dos municípios de Recife e de Olinda em Pernambuco
- Aniversário do município de Paraguaçu Paulista, São Paulo

### Cristianismo
- Luís Orione
- Maximiliano de Tébessa
- Paulo Aureliano
- Rutílio Grande
- Serafina de São Geminiano
- Simão, o Novo Teólogo
- Teófanes, o Confessor

## Outros calendários
- No calendário romano era o 4.º dia (IV) antes dos idos de março.
- No calendário litúrgico tem a letra dominical A para o dia da semana.
- No calendário gregoriano a epacta do dia é xix.